# 조르주 페렉
조르주 페렉(Georges Perec, 1936년 3월 7일 ~ 1982년 3월 3일)는 프랑스의 소설가이다. 사소한 일상을 치밀하게 묘사하는 작가로 유명하다.

## 생애
1936년 파리에서 태어나, 노동자 계급 거주지인 벨빌 구역의 빌랭 가에서 유년을 보냈다. 프랑스로 이주한 폴란드계 유대인이었던 부모님을 제2차 세계 대전으로 잃은 뒤 페렉은 고모에게 입양되었다. 1954년 소르본 대학에 입학하지만 학업을 중단하고 『누벨 르뷔 프랑세즈』, 『파르티장』 등 여러 잡지에 기사와 문학 비평을 기고했다. 군 복무 뒤 파리로 돌아와 1962년부터 국립과학연구소의 신경 생리학 자료 정리가로 일하며 글쓰기를 병행했으며, 1965년 첫 소설 『사물들』로 르노도상을 탔다.
그는 1967년에 60년대 전위 문학의 첨단에 섰던 실험 문학 그룹 울리포(OuLiPo)에 가입했다. 울리포는 '잠재 문학 공동 작업실'(ouvroir de litterature potentielle)의 약어로 그들은 잠재 문학을 새로운 구성과 형식을 추구하는 문학으로 정의했다. 울리포는 스스로를 '빠져나갈 작정으로 미로를 만들어야 하는 쥐들'로 규정했으며 창작자의 자유가 아닌 창작자의 제약이 더 큰 창작 효과를 낳는다고 주장했다. 울리포의 실험 정신은 이후 페렉의 전 작품에 지대한 영향을 끼치는데, 그중에서도 알파벳 e를 빼고 쓴 소설 『실종』(1970), 그 후로 3년 뒤에 모음 중 e만 써서 써낸 소설 『돌아오는 사람들』(1973)이 대표적이다.
1978년 거대한 퍼즐을 방불케 하는 소설 『인생 사용법』으로 메디치상을 타며 전업 작가의 길로 들어서지만 1982년 45세에 폐암으로 생을 마감했다.

## 작품
페렉은 자신을 네개의 다른 밭에 다른 작물을 키우는 농부로 비유했다.
- 사회학적 글쓰기 : 사물들 외
- 로마네스크적 글쓰기 : 인생사용법 외
- 유희적 글쓰기 : 실종 외
- 자전적 글쓰기 : W 혹은 유년기의 추억 외

『사물들』(1965년작)은 페렉의 데뷔작이면서 60년대 프랑스 젊은이들의 고뇌를 잘 그려내고 있다는 평가를 받은 수작. 갓 대학을 졸업한 젊은이들이 사회에 진입하면서 행복해지기를 갈망하고 행복해지기 위해 모던해져야 하며, 행복해지기를 멈출 수 없는 상황을 묘사하였다. 공개와 동시에 젊은이들의 호응을 얻어 주요 문학상 후보가 되었다.
이 작품 이후 대중들은 유사한 작품을 기대했지만 페렉은 그렇게 하지 않았다. 훗날 그는 가능한 모든 장르로 글을 써보고 싶으며 같은 장르의 소설은 되도록 쓰고싶지 않다는 말을 남겼고 실제로 그 말을 지켜나갔다.
『W 혹은 유년기의 추억』(1975년작)은 가상국가인 W에서 벌어지는 완전경쟁 상황을 묘사하는 허구적 부분과 작가 자신의 유년에 대한 회상을 조각조각 묘사하는 자전적 부분이 병렬로 진행되는 소설이다. 올림픽, 파시즘 그리고 현실이 크게 다르지 않음을 보여주고 있으며 나치에게 부모를 잃은 페렉의 과거와 겹쳐져 페렉을 이해하기 위한 중요한 텍스트로 간주되고 있다.
『인생사용법』(1978년작)은 페렉의 대표작이며 초판이 700페이지에 달했던 대작이다. 부제가 '소설들'인데 99개의 장으로 나뉘어있고 각자가 하나의 단편소설 같은 느낌을 준다. 개별 소설은 작품 전체의 무대가 되는 한 아파트 안에 있는 개별 집들처럼 배치가 되어있으며 소설과 소설의 연결구조는 체스의 말이 전진하는 방법에 따른다. 페렉의 작품노트에 전체 소설의 구조가 도표로 실려있다. 퍼즐맞추기처럼 조각난 정보를 모아내도록 소설을 써나갔고 다른 작가의 작품을 인용하거나 다시쓰는 방식으로 복잡도를 높여나갔다.
페렉은 75년에 동반자인 카뜨린 비네를 만나게 되어 오랜시간 받아오던 정신과 치료도 중단하고 어두운 과거로부터 어느정도 벗어나 안정적으로 작품을 써낼 수 있었으며 그 결과가 이 만화경처럼 복잡한 작품이다. 그는 사전의 모든 단어를 사용해 작품을 써보고 싶다 말한 적이 있으며 이 작품에서는 유럽문화의 백과사전이라는 평을 들을 정도로 수많은 소재를 사용하고 있다.
『어느 미술애호가의 방』(1979년작)에서 페렉은 오랜시간 화가가 되고싶었다 밝힌 바 있다. 그는 그림과 화가에 대한 애착을『용병대장』, 『W 혹은 유년의 기억』, 『인생사용법』 등에서 드러냈으며 종종 주요 소재가 되었다. 페렉은 브뤼셀 왕립미술관에서 같은 제목(un cabinet d'amateur)의 그림을 보고 작품을 시작했다. '그림 이야기'라는 부제를 가지고 있으며 그의 마지막 작품이 되었다. 전작 『인생사용법』의 연작으로 간주되기도 하고 방대한 『인생사용법』에 비해 좀 더 쉽게 읽을 수 있는 작품이다.
무엇이 진품과 위작을 구분하게 해주는가, 진짜 진품이란 무엇인가에 대해 고민하게 만드는 작품이며 페렉은 실존 화가와 가상 화가의 이야기를 소설 내에서 뒤섞는다. 소재, 작가의 서명이 그림의 가치를 좌우하는 미술업계, 애호가에 대한 비판을 담고있다.

### 작품 목록
- 『사물들』(1965)

세계사(1996)｜ISBN 978-89-338-3018-5
- 『마당 구석의 어떤 크롬 도금 자전거를 말하는 거니?』(1966)
- 『임금 인상을 요청하기 위해 과장에게 접근하는 기술과 방법』(1968)

열린책들(2010)｜이충훈 옮김｜ISBN 978-89-329-1074-1
- 『실종』(1970)
- 『돌아오는 사람들』(1973)
- 『공간의 종류』(1974)
- 『W 혹은 유년기의 추억』(1975)
- 『알파벳』(1976)
- 『나는 기억한다』(1978)
- 『인생 사용법』(1978)

책세상(2000)｜김호영 옮김｜ISBN 978-89-7013-218-1
- 『어느 미술애호가의 방』(1979)
- 『어느 파리 지역의 완벽한 묘사 시도』(1982)
- 『생각하기/분류하기』(1985)
- 『53일』(1989)